# Karel Čurda
Karel Čurda (Nová Hlína nei pressi di Třeboň, 10 ottobre 1911 – Praga, 29 aprile 1947) è stato un militare cecoslovacco, noto per aver tradito spontaneamente i membri dell'Operazione Anthropoid.

## Biografia
Membro dell'armata ceca in esilio a Londra, venne paracadutato nel Protettorato di Boemia e Moravia nel 1941, nel quadro dell'operazione di sabotaggio denominata Out Distance. 
Integrato alla resistenza ceca, Čurda era a conoscenza dell'Operazione Anthropoid, anche se non vi partecipò direttamente. Il 27 maggio 1942 ci fu l'attacco a Reinhard Heydrich da parte di Josef Valčík, Jozef Gabčík e Jan Kubiš, dopodiché gli autori dell'attentato, e i membri che avevano collaborato con loro, si nascosero nella cripta della Cattedrale dei Santi Cirillo e Metodio. Heydrich, gravemente ferito, fu ricoverato in ospedale e morì di setticemia il 4 giugno. A seguito della morte, la ricerca dei colpevoli e la rappresaglia nazista divenne ancora più cruenta.
Il 17 giugno Čurda tradì i compagni, per incassare i 10 milioni di corone ceche, che la Gestapo aveva promesso in cambio della cattura degli attentatori. Identificò anche tutti i sette paracadutisti morti nella cattedrale, il che permise poi ai nazisti di catturare le loro famiglie. Ricevette poi la nuova identità di Karl Jerhot. Sotto questo nome, sposò una tedesca e continuò, fino alla fine della guerra, la sua attività di spia al soldo della Gestapo.
Catturato dopo la guerra, venne condannato per tradimento e impiccato il 29 aprile 1947, nella prigione di Pankrác, a Praga.

## Nella cultura di massa
Nel film Missione Anthropoid diretto da Sean Ellis, il suo personaggio è interpretato dall'attore ceco Jiří Šimek.